# Ressha Sentai ToQger
Ressha Sentai ToQger (jap. 烈車戦隊トッキュウジャー Ressha Sentai Tokkyūjā; Kolejowy Oddział Bojowy ToQger) – japoński serial z gatunku tokusatsu z roku 2014. Jest trzydziestym ósmym serialem z sagi Super Sentai stworzonym przez Toei Company. Emitowany był na kanale TV Asahi od 16 lutego 2014 roku do 15 lutego 2015, liczył 47 odcinków.
Każdy odcinek zaczyna się słowami: "Ressha Sentai Toqger odjeżdża o godzinie 7:30! Podróżnych prosimy o nie spóźnienie się!" (7:30発に烈車戦隊トッキュウジャーが発車いたします!お乗り遅れのないようご注意ください! Shichiji sanjūppun hatsu ni Ressha Sentai Tokkyūjā ga hasshaitashimasu. Onorikure no nai yōgo chūi kudasai).

## Fabuła
Piątka młodych ludzi: Raito, Tokatchi, Mio, Hikari i Kagura posiadają ogromną wyobraźnię, dzięki czemu mogą widzieć i podróżować tajemniczą koleją zwaną Linią Tęczy. Zostają oni wojownikami zwanymi ToQgersami, który pilotując jadące po tej linii pociągi Ressha muszą stawić czoła zagrażającym ludzkości monstrom z Linii Cienia, którymi przewodzi Cesarz Ciemności Zet. ToQgersi podróżują Linią Tęczy po różnych miastach Japonii. Dodatkowo bohaterowie mają jeszcze jeden wspólny problem, który polega na tym, że pomimo swego wieku nie pamiętają nic z wyjątkiem lat swego dzieciństwa i chcą odzyskać swe wspomnienia. Tymczasem zafascynowany światłem Cesarz Zet ma kłopoty ze swoimi podwładnymi. Z czasem do wojowników dołącza potwór Linii Cienia Zalam, który przybiera ludzką postać Akiry Nijino i staje się szóstym ToQgersem.

## Bohaterowie
Charakterystyczną zdolnością Toqgersów są tzw. Zmiany Przesiadkowe (乗り換えチェンジ Norikae Chenji), które polegają na możliwości zamieniania się kolorami i mocami między wojownikami.
- Raito Suzuki (jap. 鈴樹来斗 Suzuki Raito) / Toq Pierwszy (jap. トッキュウ1号 Tokkyū Ichigō; Toq 1) – czerwony wojownik i nieformalny lider grupy. Raito jest odważny, zawsze idzie do przodu i stara się czerpać z życia garściami. Łatwo znajduje dla siebie motywację, co również pobudza innych. Spośród całej grupy to właśnie Raito posiada największą wyobraźnię, która pozwala mu być silnym. Mimo wszystko nie jest zbyt mądry i często nie analizuje swych poczynań. Uwielbia bardzo dużo jeść i jest specem od szukania pożywienia. Jego niekontrolowany popęd do jedzenia raz spowodował, że Raito przyznał się popełnienia przez grupę przestępstw, których tak naprawdę nie popełnili. Nie lubi zatłoczonych miejsc. Raito był jedynym spośród piątki przyjaciół, którzy nie znaleźli się w Linii Tęczy. Został on porwany przez Linię Cienia, a następnie uratowany przez Toqgersów i mianowany piątym członkiem drużyny. To że swoją przygodę zaczął w Linii Cienia będąc porwanym przez mrok otaczający Subarugahamę zapoczątkowało rywalizację między nim a Zetem. Pod koniec serii okazuje się, że to właśnie Raito był światłem, którego Zet szukał i nieudolnie próbował zdobyć.

- Haru "Tokatchi" Tokashiki (jap. 渡嘉"トカッチ"敷晴 Tokashiki "Tokatchi" Haru) / Toq Drugi (jap. トッキュウ2号 Tokkyū Nigō; Toq 2) – niebieski wojownik. Tokatchi przeniósł się niedawno do Subarugahamy i zaprzyjaźnił się z Raito, Kagurą, Mio i Hikarim. Ma charakter typowego kujona i chłopca z dobrego domu: jest uprzejmy, zwykle nosi okulary i krawat, czyta dużo książek. Mimo wszystko nie wierzy do końca w siebie i nie ma takiej wyobraźni jak Raito oraz takiej inteligencji jak Hikari. Stara się analizować sytuację i planować sposób walki, jednak nie zawsze zdąża na czas. Tokatchi jest zauroczony w Mio, o czym wiedział początkowo tylko Hikari.

- Mio Natsume (jap. 夏目美緒 Natsume Mio) / Toq Trzeci (jap. トッキュウ3号 Tokkyū Sangō; Toq 3) – żółta wojowniczka. Mio jest gospodarzem klasy do której chodzili pozostali Toqgersi. Ma zmyślonego przyjaciela- lalkę o imieniu Mikey, o czym wiedział tylko Hikari. Mio jest chłopczycą, lubi sport, zna kendo, ale nie są jej obce typowe prace domowe. jest popularna wśród chłopców, jednak odrzuca jakiekolwiek myśli o chodzeniu. W drużynie pełni funkcję starszej siostry nietolerującej zagrywki poniżej pasa.

- Hikari Nonomura (jap. 野々村洸 Nonomura Hikari) / Toq Czwarty (jap. トッキュウ4号 Tokkyū Yongō; Toq 4) – zielony wojownik. Hikari to najbardziej cichy i najspokojniejszy  z głównej piątki. Nigdzie się nie śpieszy. Zwykle bawi się kendamą, którą dostał od swojej babci, jednak robi to nie tyle dla rozrywki, co dla pomocy w prawidłowym myśleniu. Hikari jest najinteligentniejszym i najsilniejszym fizycznie z piątki. Czyni go to naturalnym rywalem Raito. Jest nieco oschły w stosunku do Kagury, ale słucha się Mio znając jej tajemnicę.

- Kagura Izumi (jap. 泉神楽 Izumi Kagura) / Toq Piąty (jap. トッキュウ5号 Tokkyū Gogō; Toq 5) – różowa wojowniczka. Kagura to wesoła dziewczyna o ogromnych pokładach energii, a jej wyobraźnia jest niemal równa wyobraźni Raito, jednakże idzie ona zwykle w złym kierunku. Zwykle przewiduje niemożliwe do wystąpienia sytuacje. Swojej wyobraźni używa do podbudowania swej siły podczas walki, ale musi uważać by nie przekroczyło to jej fizycznych możliwości.

- Akira Nijino (jap. 虹野明 Nijino Akira) / Toq Szósty (jap. トッキュウ6号 Tokkyū Rokugō; Toq 6) - pomarańczowy wojownik, pierwszy raz pojawił się w odcinku 17. Jego prawdziwa tożsamość to Zaram (ザラム Zaramu), jeden z najsilniejszych wojowników Linii Cienia oraz wspólnik Schwarza. Jednak kiedy po raz pierwszy w swym życiu ujrzał tęczę po deszczu uznał, że nie widział nigdy nic piękniejszego i dla jej ochrony postanowił odejść z Linii Cienia wyzbywając się swojego starego imienia. Został mianowany przez Prezesa Linii Tęczy na szóstego ToQgersa.

### Pomocnicy
- Konduktor/Toq Siódmy (車掌/トッキュウ7号 Shashō/Tokkyū Nanagō) - konduktor pięciu pierwszych Resshy, którymi Toqgersi podróżują. Jest optymistyczną, ekscentryczną, choć nieco tajemniczą osobą, która zna przeszłość piątki, jednak nie chce tudzież nie może im jej wyjawić. Na swojej prawej dłoni nosi Ticketa. W odcinku specjalnym przemienia się we fioletowego Toqgersa - Toq Siódmego.
- Ticket (チケット Chiketto) - małpa-pacynka noszona przez Konduktora prawie cały czas na prawej ręce. Mimo że sprawia wrażenie słodkiej osoby, Ticket jest polarnym przeciwieństwem Konduktora- rygorystycznym pesymistą, który czasem powie coś bez ogródek. Ticket jest najbardziej tajemniczą postacią w serii, gdyż wszyscy wojownicy (a zwłaszcza Raito) starają się bezskutecznie sprawdzić, czy rzeczywiście posiada on własną osobowość czy jest tylko pacynką kontrolowaną przez Konduktora. Za tym pierwszym przemawiają fakty, że Ticket może mówić równolegle z noszącym go a także być aktywnym nawet bez konieczności ubrania go na rękę, jednak Konduktor musi cały czas ruszać swą ręką. Może być tak, że to Konduktor steruje całym Ticketem używając swojej własnej woli, ale może być też tak, że Ticket ma własną wolę i steruje ręką Konduktora. Jednak w 8 odcinku Hikari był świadkiem zdarzenia, gdzie Konduktor chcąc zahamować Ressha zdjął Ticketa z ręki, zaś ten nic nie mówił. Prawdziwa natura Ticketa jest jedną z kilku rzeczy pozostawionych dla wyobraźni i własnej interpretacji przez widza.
- Wagon (ワゴン) - wesoły i miły robot płci żeńskiej, asystentka Konduktora. Zajmuje się sprzedażą posiłków dla drużyny, stanowi też dla nich wsparcie przywracając im uśmiech na twarzach gdy znajdą się w nieprzyjemnych sytuacjach lub pomaga im w trudnych decyzjach.
- Prezes Linii Tęczy (レインボーラインの総裁 Reinbō Rain no Sōsai) - tajemniczy mężczyzna o ogromnej wyobraźni, przełożony Konduktora, Ticketa i Wagon. Nosi maskę w kształcie króliczej głowy i skrywa swą tożsamość, która nigdy w serialu nie została ujawniona. To on dzięki swej wyobraźni stworzył Toqgersów by walczyli przeciwko Linii Cienia. W związku z tym zmienił głównych bohaterów w dorosłych, co wyjaśnia, dlaczego pamiętają tylko czasy dzieciństwa, jednak nie wszystko, gdyż gwałtowny wzrost pozbawił ich części wspomnień. Raito nazywa go "Przystawką", co jest grą językową (prezes to po japońsku sōsai, a przystawka to sōzai).

### Broń
- Toqchanger (トッキュウチェンジャー Tokkyūchenjā) - bransoletka, moduł przemiany głównej piątki aktywowany poprzez umieszczenie w nim Toq Resshy i wypowiedzeniu słów "Toq Zmiana". Toqgersi mogą dokonywać "Przesiadek" poprzez wymianę Toq Resshy i zamienianie się kolorami, co pozwala jednemu wojownikowi korzystać z mocy innego. Toqchanger służy też do wzywania Resshy.
- Rainbow Pass (レインボーパス Reinbō Pasu) - smartfony trzymane na pasku przez każdego Toqgersa. Służą jako telefon komórkowy, karta kredytowa, GPS oraz bilet dostępu do Resshy, bez którego wejście do nich jest niemożliwe.
- Toqblaster (トッキュウブラスター Tokkyūburasutā) - podstawowa broń głównej piątki będąca pistoletem z możliwością zmiany trybu w miecz poprzez przekręcenie uchwytu. Toqgersi mogą ich używać też w nieprzemienionej postaci.
- Renketsu Bazooka (レンケツバズーカ Renketsu Bazūka)
  - Rail Slasher (レールスラッシャー Rēru Surasshā)
  - Form Trigger (ホームトリガー Hōmu Torigā)
  - Shingou Hammer (シンゴウハンマー Shingō Hanmā)
  - Tunnel Axe (トンネルアックス Tonneru Akkusu)
  - Tekkyou Claw (テッキョウクロー Tekkyō Kurō)
- Applichanger (アプリーチェンジャー Appurīchenjā) - urządzenie przypominające smartfon, które służy Akirze do przemiany w Toq Szóstego poprzez przeciągnięcie w nim Budowo Ressha.
- Yuudou Breaker (ユウドウブレーカー Yūdō Burēkā) - broń Toq Szóstego przypominająca lampę ostrzegawczą. Akira może w niej umieścić Wiertło Resshę i dokonać ostatecznego ataku.
- Daikaiten Cannon (ダイカイテンキャノン Daikaiten Kyanon)

### Ressha
- Czerwony Ressha (レッドレッシャー Reddo Resshā, Red Ressha)
- Niebieski Ressha (ブルーレッシャー Burū Resshā, Blue Ressha)
- Żółty Ressha (イエローレッシャー Ierō Resshā, Yellow Reshha)
- Zielony Ressha (グリーンレッシャー Gurīn Resshā, Green Ressha)
- Różowy Ressha (ピンクレッシャー Pinku Resshā, Pink Ressha)
- Luneto Ressha (スコープレッシャー Sukōpu Resshā, Scope Ressha)
- Tarczo Ressha (シールドレッシャー Shīrudo Resshā, Shield Ressha)
- Laweto Ressha (カーキャリアレッシャー Kā Kyariā Resshā, Car Carrier Ressha)
- Zbiorniko Ressha (タンクレッシャー Tanku Resshā, Tank Ressha)
- Spalino Ressha (ディーゼルレッシャー Dīzeru Resshā, Diesel Ressha)
- Strażako Ressha (ファイヤーレッシャー Faiyā Resshā, Fire Ressha)
- Policjo Ressha (ポリスレッシャー Porisu Resshā, Police Ressha)
- Budowo Ressha (ビルドレッシャー Birudo Resshā, Build Ressha)
- Wiertło Ressha (ドリルレッシャー Doriru Resshā, Drill Ressha)
- Hiper Ressha (ハイパーレッシャー Haipā Resshā, Hyper Ressha)

### Maszyny
- ToQ-Oh (トッキュウオー Tokkyūō)
- Diesel-Oh (ディーゼルオー Dīzeruō)
- Super ToQ-Oh (超トッキュウオー Chōtokkyūō)
- Build-Daioh (ビルドダイオー Birudodaiō)
- Super Super ToQ-Daioh (超超トッキュウダイオー Chōchōtokkyūdaiō)
- Hiper Ressha Cesarz (ハイパーレッシャテイオー Haipā Ressha Teiō, Hyper Ressha Tei-Oh)
- Toq Tęcza (トッキュウレインボー Tokkyū Reinbō)

## Linia Cienia
- Cesarz Ciemności Zet (闇の皇帝ゼット Yami no Kōtei Zetto)
- Generał Schwarz (シュバルツ将軍 Shubarutsu Shōgun)
- Baron Nero (ネロ男爵 Nero Danshaku)
- Pani Noir (ノア夫人 Noa Fujin)
- Panna Gritta (グリッタ嬢 Guritta Jō) - córka Pani Noir, która ma zostać wydana Zetowi i stać się Cesarzową Ciemności.
- Margrabina Mork (モルク侯爵 Moruku Kōshaku)
- Kurosi (戦闘員クローズ Sentōin Kurōzu) - piechota Linii Cienia ubrana w czarne smokingi i kapelusze. Są bardzo łatwymi przeciwnikami i nie stanowią problemu dla wojowników. Ich nazwa pochodzi od japońskiego odpowiednika słowa czarny - kuro (黒).

## Obsada
- Raito/ToQ Pierwszy: Jun Shison
- Tokatchi/ToQ Drugi: Jin Hiramaki
- Mio/ToQ Trzeci: Riria Baba
- Hikari/ToQ Czwarty: Ryūsei Yokohama
- Kagura/ToQ Piąty: Ai Moritaka
- Akira Nijino/ToQ Szósty: Shin Nagahama
- Konduktor: Tsutomu Sekine
- Ticket: Kappei Yamaguchi (głos)
- Wagon: Yui Horie (głos)
- Generał Schwarz: Haruhiko Jō (głos)
- Baron Nero: Jun Fukuyama (głos)
- Pani Noir: Aya Hisakawa (głos)
- Panna Gritta: Noriko Hidaka (głos)
- Cesarz Z: Kengo Ōkuchi
- Margrabina Mork: Reiko Suzuki (głos)
- Prezes Linii Tęczy: Kōsuke Toriumi (głos)